# Hôtel de Choiseul
El Hôtel de Choiseul, originalmente Hôtel Crozat de la rue de Richelieu, que no debe confundirse con el Hôtel Crozat en la place Vendôme, es un antiguo hôtel particulier parisino construida a principios del XVIII .XVIII por el arquitecto Jean-Sylvain Cartaud para el financiero Pierre Crozat y demolido para dar paso a una urbanización en cuyo centro se erigió, en 1783, el teatro conocido como la primera sala Favart.
Ubicado en la rue de Richelieu ,distrito 9, en los números actuales 91-93, ocupaba el espacio entre la actual rue Saint-Marc y las antiguas murallas de París y se extendía en su profundidad hasta la actual rue de Gramont, con jardines muy grandes más allá de las murallas.

## Historia
Luis XIV decidió en 1670 hacer de París una ciudad abierta y construir una amplia calle arbolada, los actuales grandes bulevares, en lugar de las antiguas fortificaciones. la parte de esto Nuevo curso » correspondiente a los actuales bulevares de la Madeleine, des Capucines, des Italiens, Montmartre y Poissonnière se dibuja frente al antiguo recinto de los Fossés Jaunes que es progresivamente arrasado, siendo destruida la puerta Richelieu en 1701, liberando espacio para nuevas construcciones.

### El hotel Crozat en la rue de Richelieu
El financiero, coleccionista y mecenas Pierre Crozat, una de las primeras fortunas de Francia, adquirió entonces terrenos para construir una mansión, como su hermano mayor Antoine Crozat, propietario del Hôtel Crozat en la Place Vendôme. Su residencia fue construida en 1706 por el arquitecto Jean-Sylvain Cartaud en los números actuales 91/93 rue de Richelieu,  ampliada con jardines que se extendían más allá de las murallas de París a los que se accedia por medio de un pasaje subterráneo bajo el bulevar y las murallas.
La galería de la planta baja, del lado del jardín, era entonces la habitación más hermosa del Hotel. Su techo está pintado por Charles de La Fosse, que se aloja en el edificio con su familia. También murió en 1716 en su apartamento en el primer piso de la rue Richelieu.

### Hotel de Choiseul
Era entonces propiedad del duque Étienne-François de Choiseul, que se había convertido en su propietario a través de su matrimonio con la nieta de Pierre, Louise-Honorine Crozat, hija de Louis-François Crozat, marqués de Châtel.
Otra propiedad de los Crozat, a lo largo del estrecho terreno que unía la rue du Faubourg-Saint-Honoré con la avenida de los Campos Elíseos, fue vendida a Louis-Marie Colignon, el arquitecto del rey, en 1765, para construir el Hôtel de La Vaupaliere.
Luego, se vio obligado a vender por parcelas el jardín del hotel, y más tarde el edificio mismo, Étienne-François de Choiseul se instaló en el Hôtel Bouret-Laborde, donde terminó sus días. La venta la hizo su amigo el banquero Jean-Joseph de Laborde.